# Tatínek píše paměti
Tatínek píše paměti je dětská kniha finské spisovatelky Tove Janssonové, vydaná v roce 1950 a přepracovaná v roce 1968. Objevují se v ní muminci.
V knížce popisuje muminkův tatínek své mládí. Vypráví, jak utekl z nalezince pro muminky a vydal se do světa. Společně se svými novými přáteli Kryšánkem, Piplou a Bedřiškem vyplul lodí jménem Mořká harva na moře. Zažili mnoho dobrodružství; paměti končí, když muminkův tatínek vytáhl z rozbouřeného moře muminkovu maminku a tak dovršil hrdinské skutky svého mládí.